# Range Rover Sport
Range Rover Sport — середньорозмірний SUV преміум-класу, який виробляється компанією Land Rover з літа 2005 року.
У квітні 2009 році на мотор-шоу в Нью-Йорку був представлений Range Rover Sport 2010 модельного року.
У березні 2013 році на мотор-шоу в Нью-Йорку був представлений Range Rover Sport другого покоління.

## Перше покоління (L320; 2005—2013)

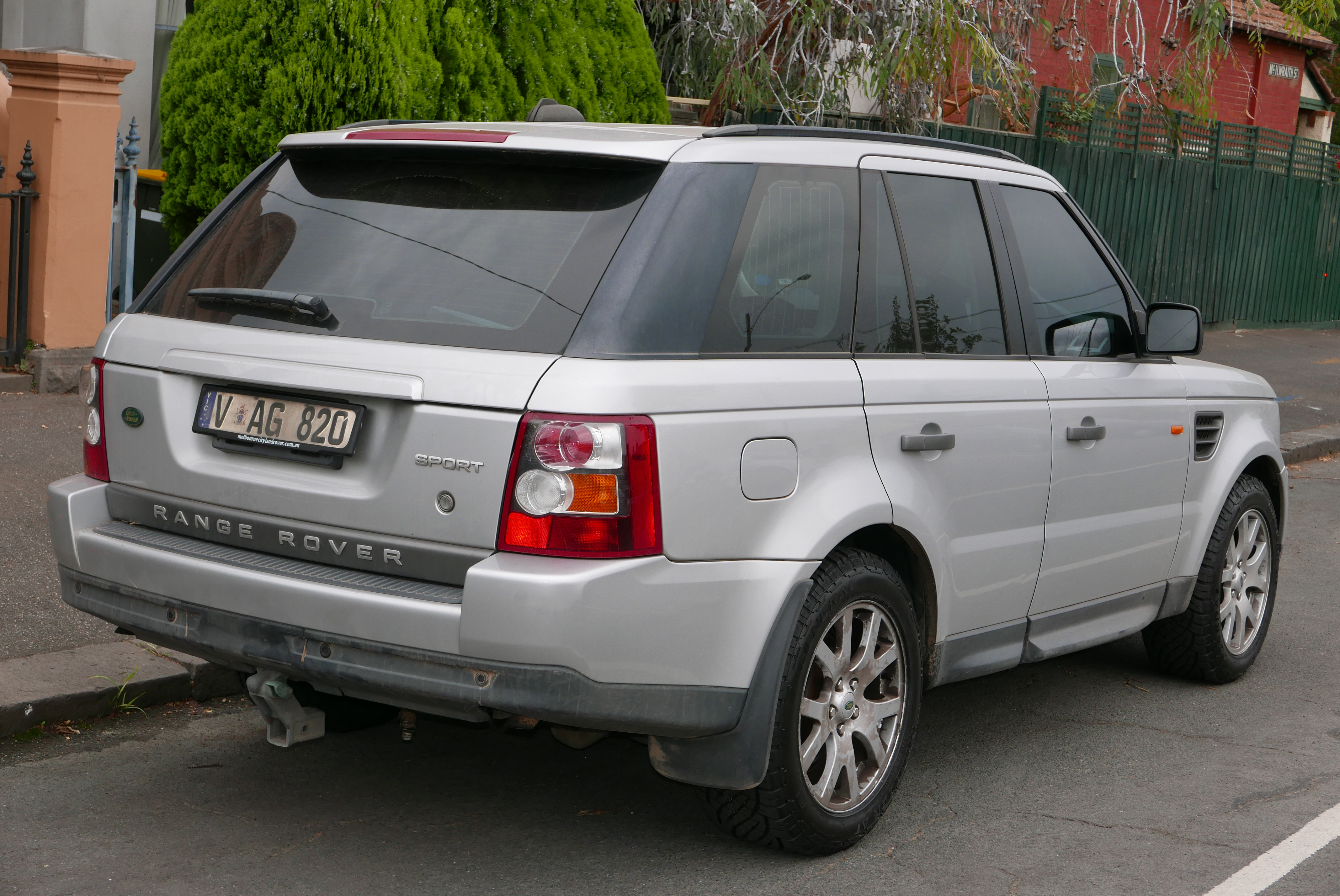
Range Rover Sport (2005—2009)

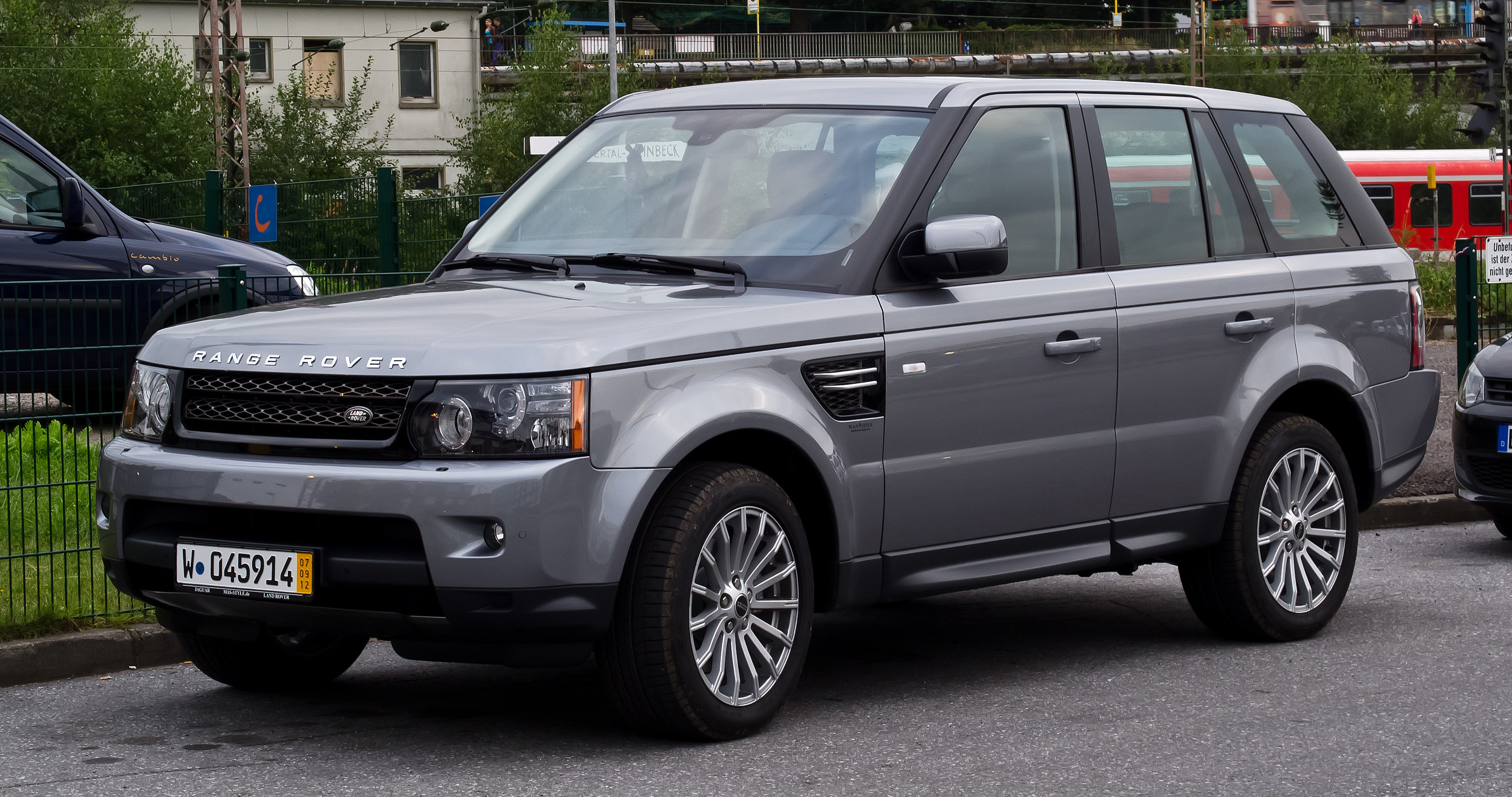
Range Rover Sport (2009—2013)

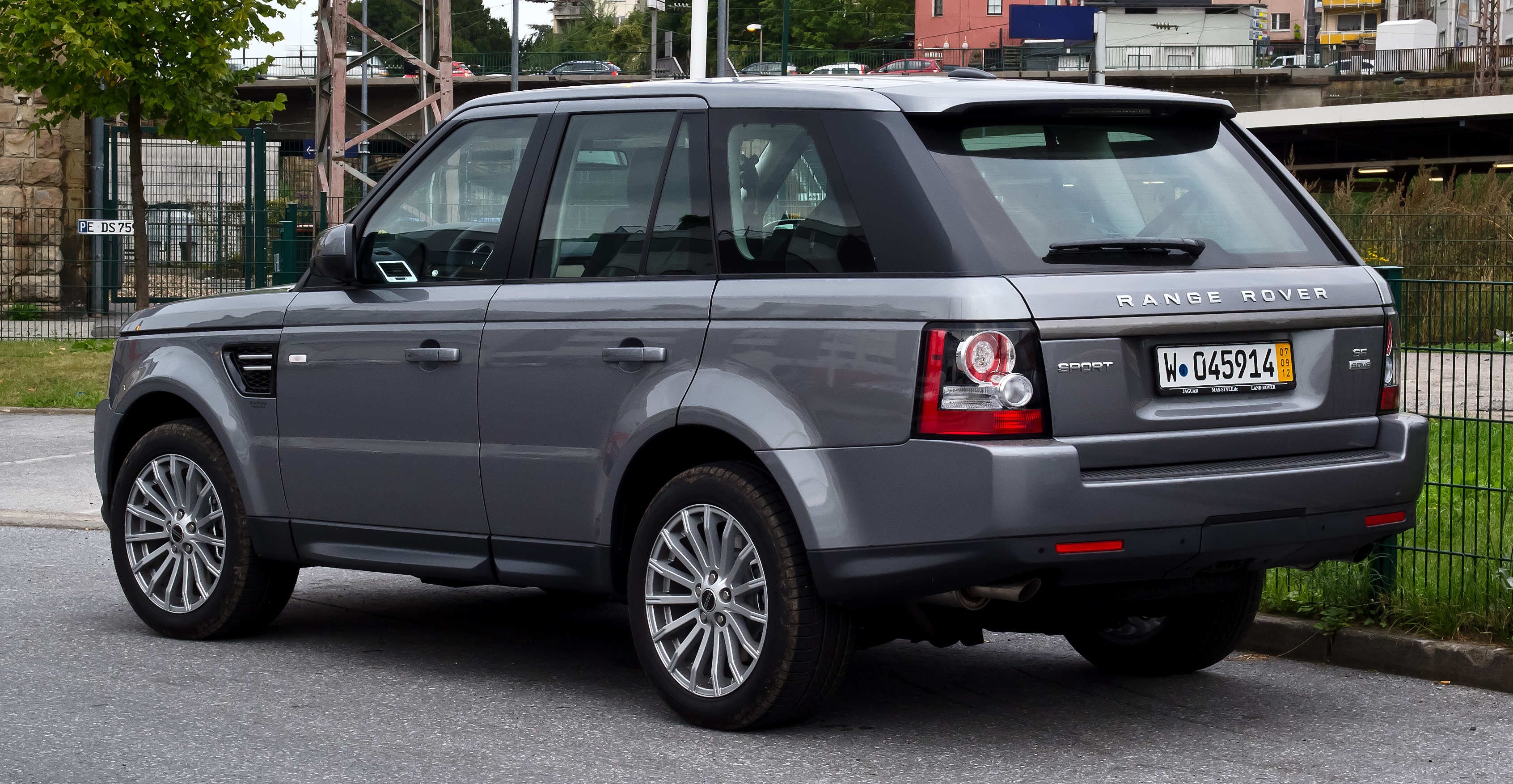
Range Rover Sport (2009—2013)

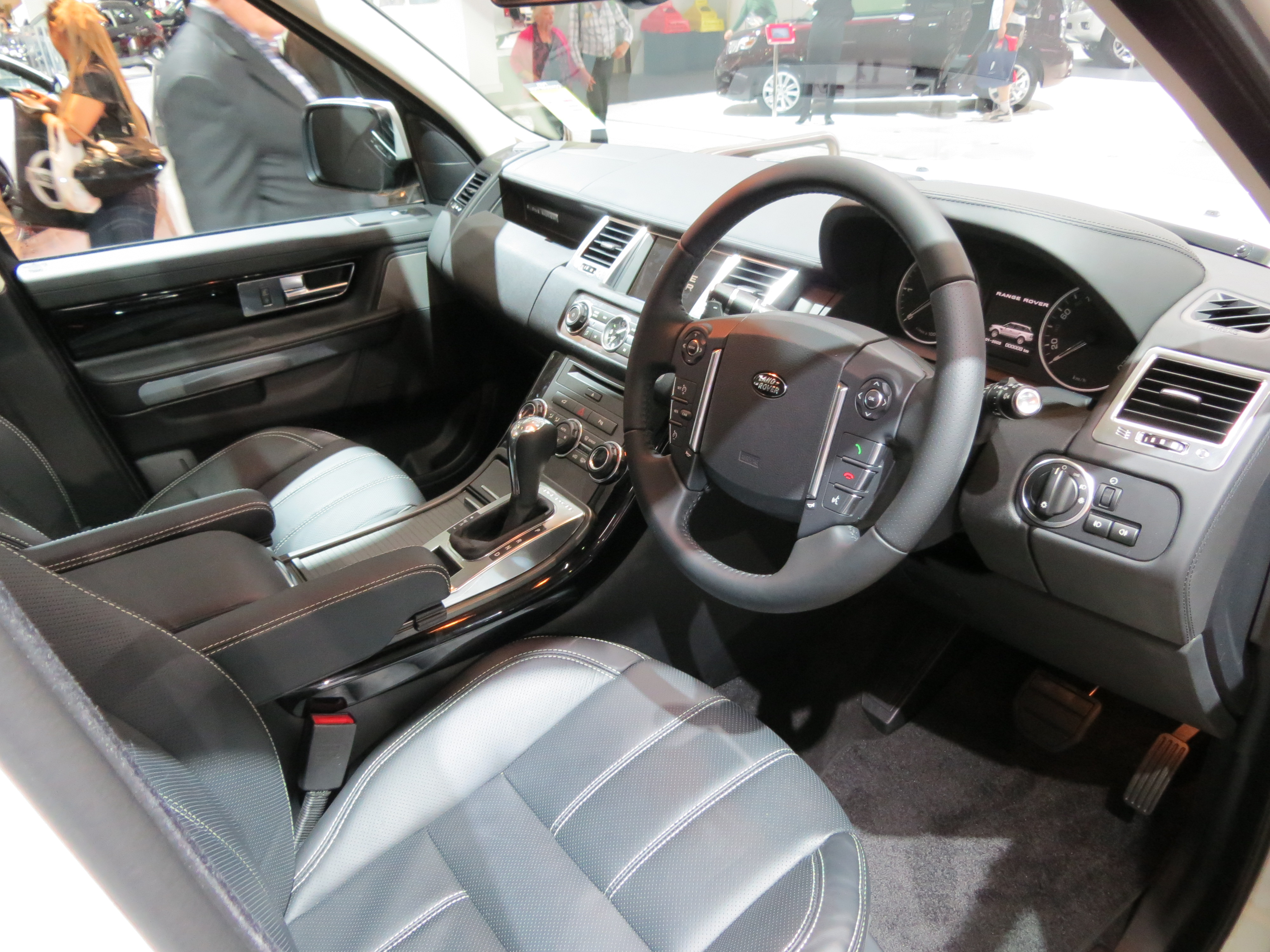
Салон Range Rover Sport

У модельному ряді автомобілів Land Rover модель Range Rover Sport виділяється ретельно проробленою аеродинамікою кузова. Зберігши багато фамільних рис, вона отримала оригінальний стиль оформлення низько посадженого кузова і відрізняється великим нахилом вітрового скла, нижчим і нахиленим дахом, склом, встановленими врівень з панелями кузова. На зміну традиційним «рубаним» граням капота прийшли округлі лінії.
Модель Range Rover Sport — п'ятидверна.
На сьогоднішній день Range Rover Sport є технічно найдосконалішим автомобілем компанії Land Rover. Окрім наявності систем Terrain Response, Dynamic Response та інших численних систем управління двигуном і трансмісією, пропонуються система активного круїз-контролю (вперше на автомобілях Land Rover), адаптивні біксенонові фари і система супутникової навігації останнього покоління, яка служить для орієнтації на дорогах і поза дорогами.
Коефіцієнт аеродинамічного опору Range Rover Sport становить 0,37 (для деяких версій із дизельним двигуном — 0,36), що є одним з найкращих показників у класі SUV.
Дизайном передньої частини Range Rover Sport нагадує гучний концепт-кар Range Stormer, що виставлявся на Міжнародному автошоу в Детройті в 2004 році з метою донести до публіки основні риси майбутньої моделі. Як і у випадку з Range Stormer, на Range Rover Sport встановлюється потужний двигун V8 з нагнітачем, що вимагає організації ефективної подачі повітря в моторний відсік для охолодження.
Дизайн передніх світлових приладів вирішено в єдиному для всіх останніх моделей Land Rover стилі, але сам блок світлових приладів має менші розміри, ніж у Discovery 3. На автомобіль встановлюються адаптивні фари, які можуть повертатися при зміні напрямку руху. Завдяки застосуванню електронних систем, що забезпечують стійкість, високоефективній гальмівній системі і найкращим у своєму класі показникам зчеплення з дорогою, Range Rover Sport відрізняється високим рівнем активної безпеки. Подушки безпеки На всі версії Range Rover Sport встановлюються шість подушок безпеки. Захист при фронтальному зіткненні забезпечується водійською подушкою безпеки, розташованої в маточині рульового колеса, і подушкою пасажира, розташованої в передній панелі.
Оновлений Range Rover Sport 2010 виділяється найбільшою динамікою серед всіх автомобілів, коли-небудь створених Land Rover. До того ж це дійсно розкішний спортивний позашляховик. Нові двигуни. Ще потужніші, ефективніші, економічніші. До високоефективного дизельного двигуну LR-TDV8 з двома турбонагнітачами додалися два нових чудових двигуна — бензиновий LR-V8 з нагнітачем і турбодизельний LR-TDV6 з двома паралельно-послідовними турбонагнітачами, доповнені вдосконаленою 6-ступінчастою автоматичною трансмісією нового покоління з системою перемикання CommandShift ™.
Система адаптації до дорожніх умов Terrain Response ®, доповнена унікальним режимом динамічного водіння Dynamic Program. Це перша серійна система подібного роду у світі, заснована на технології прогнозування. Робота системи ґрунтується на прогнозуванні змін руху за тих чи інших діях водія і дозволяє миттєво компенсувати наслідки будь-яких помилкових команд водія, на відміну від традиційних систем, які реагують значно пізніше, коли небажані зміни в русі вже відбулися. Завдяки режиму Dynamic Program водіння стає більш впевненим і здійснює як на швидкісній трасі, так і в умовах бездоріжжя.

### Двигуни
Діапазон двигунів включає бензинові і дизельні двигуни:
- 2,7 літровий V6 Twin-Turbo дизельний двигун 140 кВт (190 к.с.) і 440 Нм крутного моменту TDV6 (2005—2009 роки)
- 3,0 літровий V6 Twin-Turbo дизельний двигун 180 кВт (245 к.с.) і 600 Нм крутного моменту, ніж TDV6 (з 2009)
- 3,6-літровий V8 Bi-Turbo дизельний двигун 200 кВт (272 к.с.) і 640 Нм крутного моменту TDV8 (з 2007)
- 4,2-літровий Supercharged V8 бензиновий двигун з 257 кВт (390 к.с.) і 550 Нм крутного моменту двигуна V8 Supercharged (2005—2009 роки)
- 4,4 літровий бензиновий двигун V8 з 220 кВт (299 к.с.) і 425 Нм крутного моменту двигуна V8 HSE/SE (2005—2009)
- 5,0 літровий бензиновий двигун V8 з 280 кВт (375 к.с.) і 520 Нм крутного моменту двигуна V8 (з 2009)
- 5,0 літровий бензиновий двигун V8 з 375 кВт (510 к.с.) і 625 Нм крутного моменту двигуна V8 Supercharged (з 2009)

## Друге покоління (L494; 2013—2022)

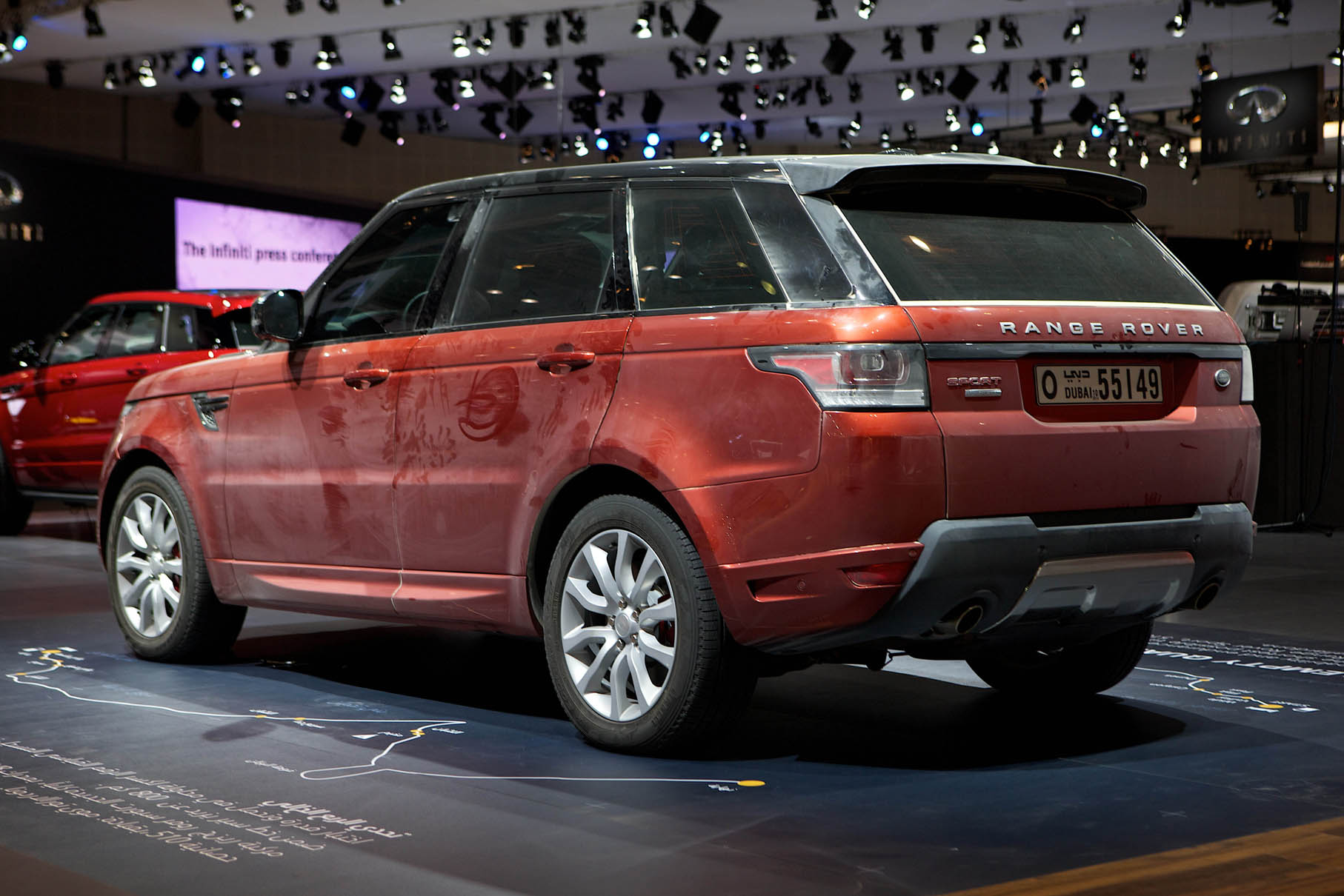
Range Rover Sport II

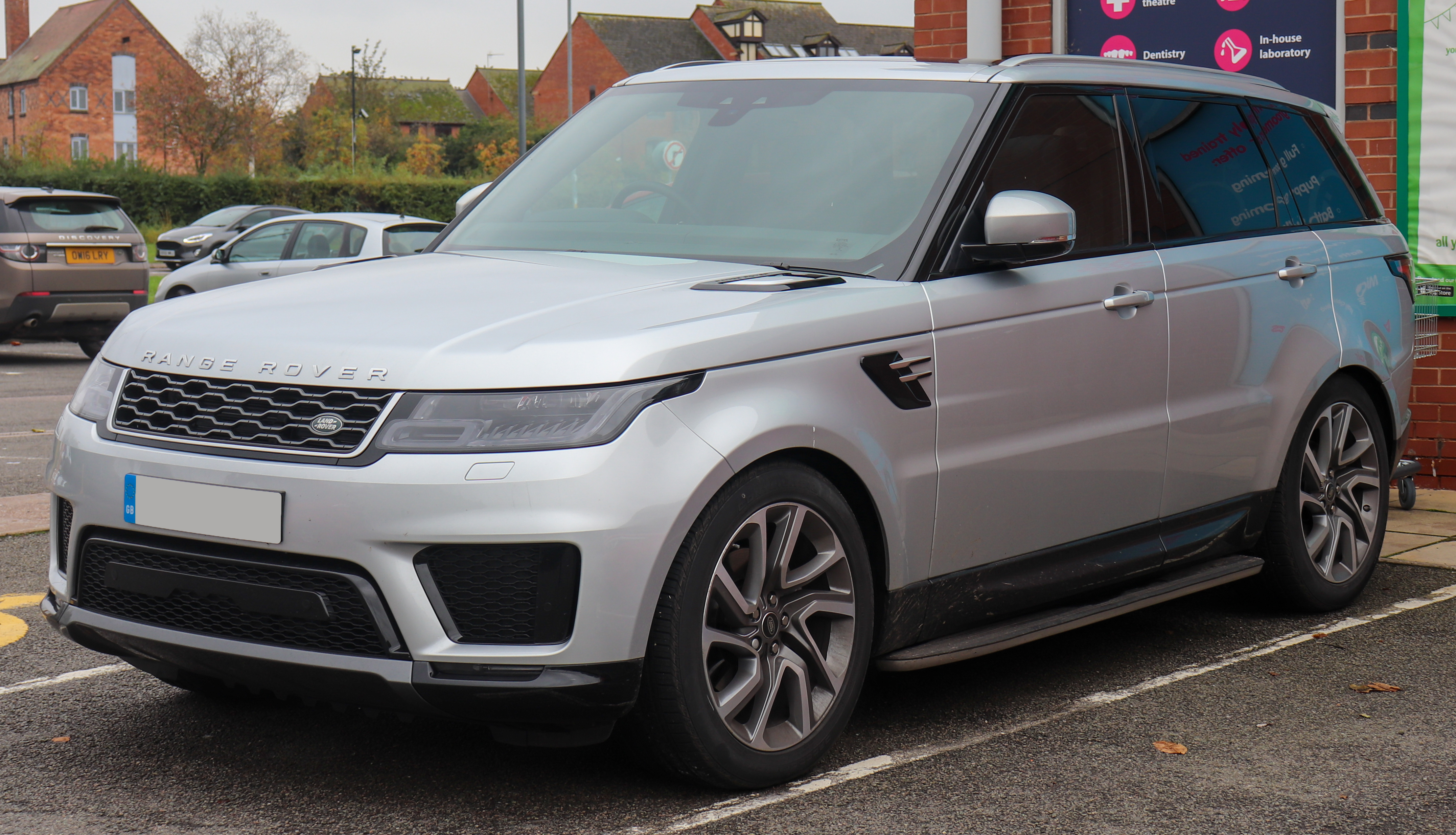
Range Rover Sport II (з 2017)

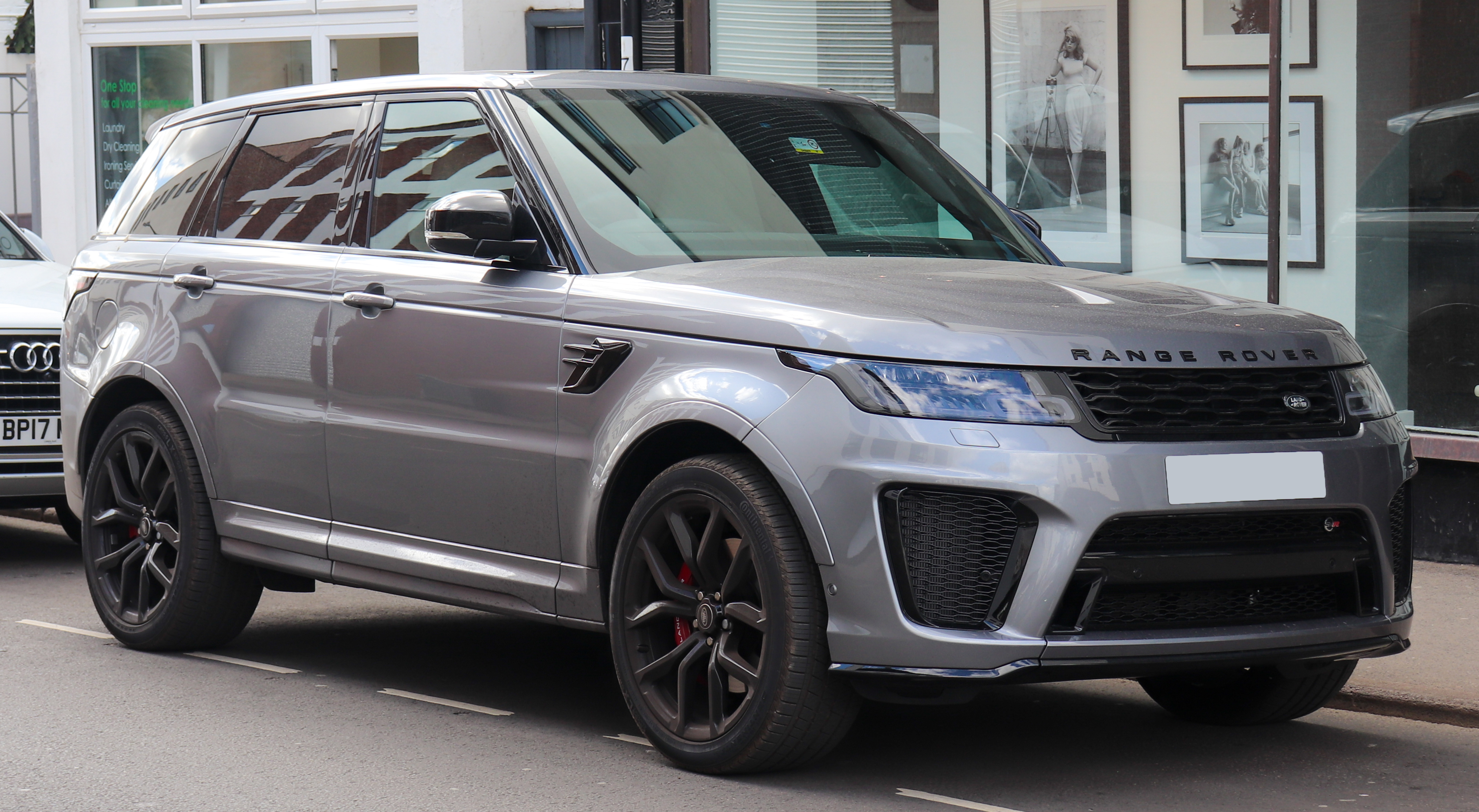
Rover Range Rover Sport SVR 5.0

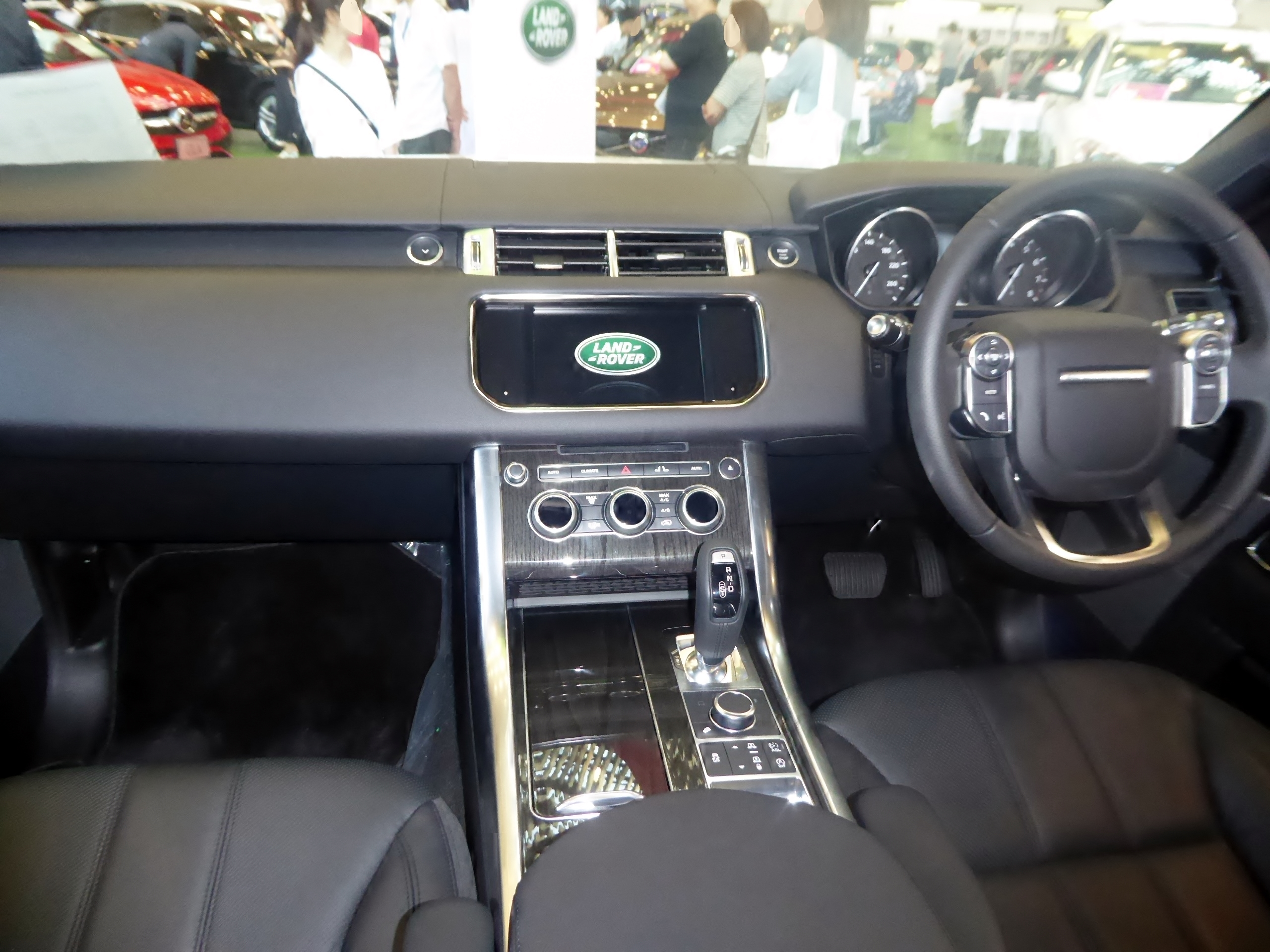
Салон Range Rover Sport ІІ

У березні 2013 році на мотор-шоу в Нью-Йорку був представлений Range Rover Sport другого покоління.
Алюмінієва конструкція кузова дозволила знизити масу автомобіля аж на 420 кілограмів. При тому що новинка отримала більш довгу колісну базу, загальну довжину кузова та дещо збільшену ширину.
Спочатку новий Range Rover Sport буде доступний з бензиновою «шісткою» 3.0 л потужністю 340 к.с., а також 5.0 л V8, що видає 510 к.с. Що ж стосується дизельних варіантів, то покупцям запропонують 3.0 л TDV6 потужністю 258 к.с. і 3.0 л SDV6 потужністю 292 к.с. Пізніше в гамі модифікацій з'явився дизель 4.4 л SDV8 339 к.с., а також гібридна версія.
У 2016 році, до існуючого лінійного ряду приєднався 3-літровий турбодизель V6. Серед нових характеристик автомобіля: можливість їздити, не тримаючись руками за кермо, стіклоомивач камери заднього огляду та система підтримання вибраної швидкості при русі по бездоріжжю. Також, стандартною стала інформаційно-розважальна система InControl Remote & Protect від Ленд Ровер, та пневматична підвіска, яка понижує автомобіль під час перебування на парковці.
У 2021 модельному році Range Rover Sport отримав нову комплектацію HSE Silver Edition. Вона передбачає кузов, пофарбований у сріблястий колір, та 21-дюймові чорні колеса.

### SVR
На автосалоні в Детройті в січні 2014 року представили спортивну версію Range Rover Sport SVR з двигуном V8 від Jaguar XFR-S об'ємом 5,0 л потужністю 550 к.с. (680 Нм). Двигун агрегатується з восьмідіапазонним «автоматом» ZF.

### Двигуни
бензинові:
- 2.0 Si4 І4 300 к.с.
- 3.0 V6 340 к.с.
- 5.0 V8 510/525 к.с.
- 5.0 V8 SVR 550/575 к.с.

Дизельні:
- 2.0 SD4 І4 240 к.с.
- 3.0 SDV6 V6 249 к.с.
- 3.0 TDV6 V6 258 к.с.
- 3.0 SDV6 V6 306/336 к.с.
- 4.4 SDV8 V8 339 к.с.

Гібридні:
- 2.0 P400e PHEV 404 к.с.
- 3.0 SDV6 Hybrid 340/354 к.с.

## Третє покоління (L461; 2022-)

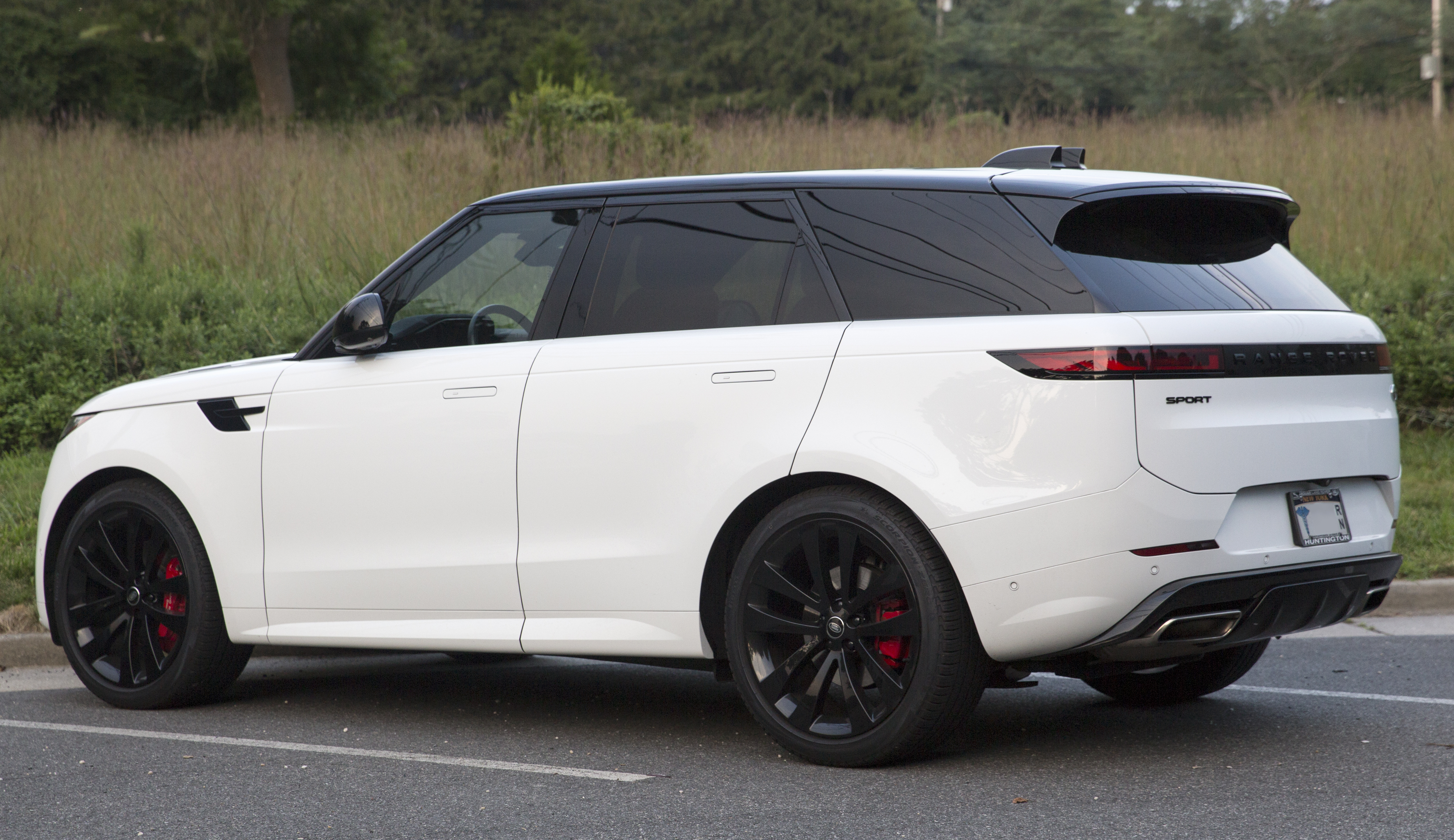

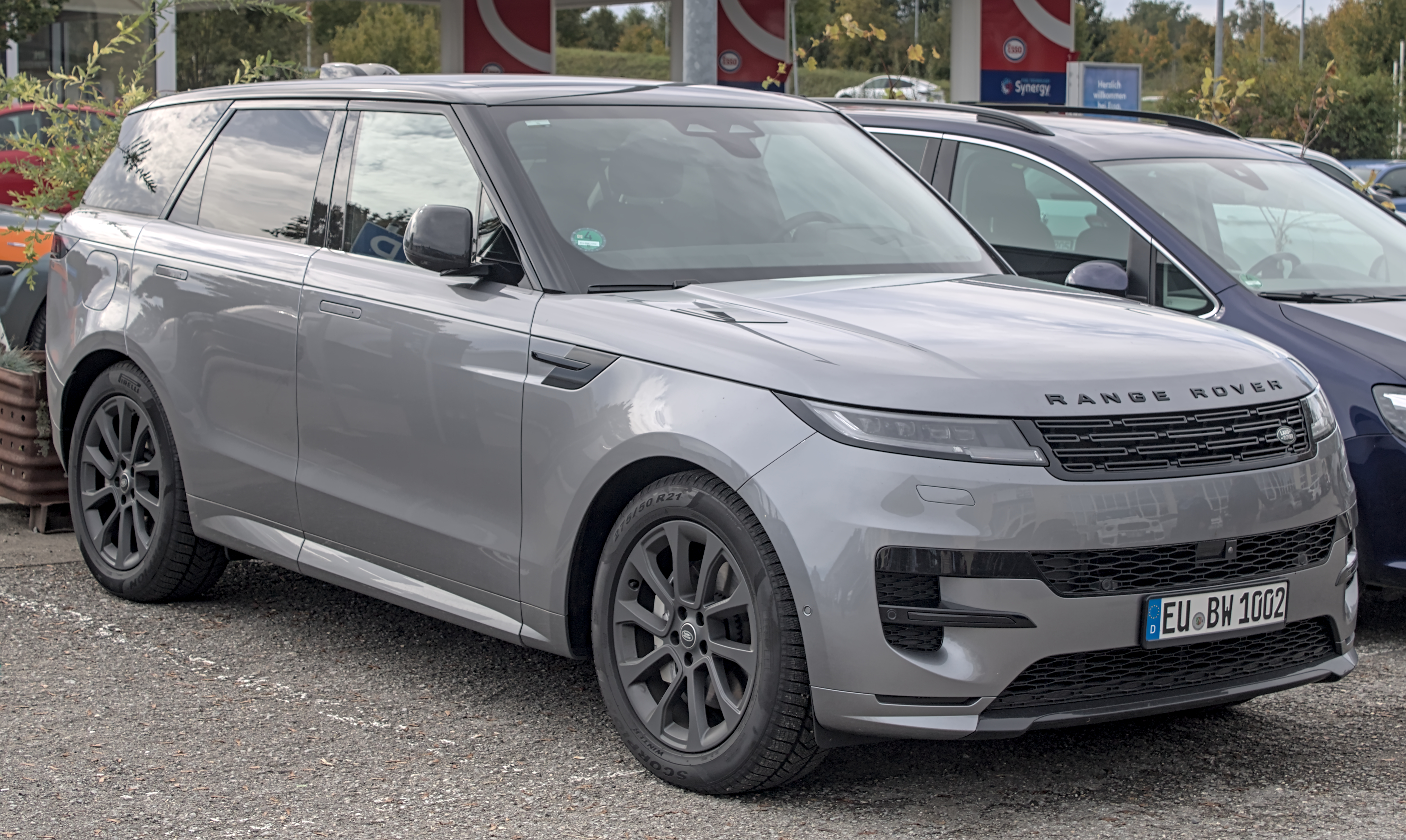
Range Rover Sport III

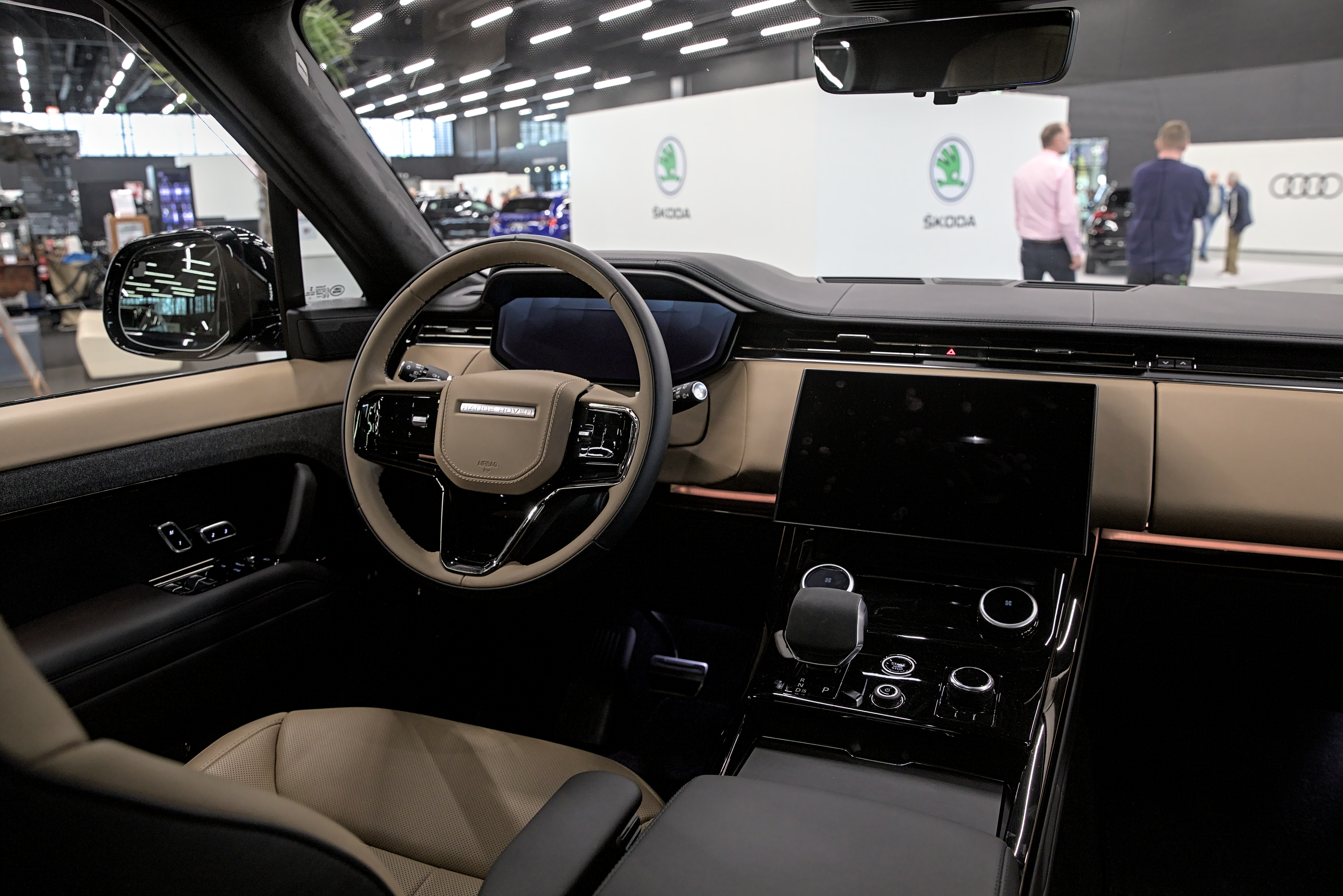

Новий Range Rover Sport, також відомий як RRS, був представлений у травні 2022 року. Брат звичайного Range Rover з рубаним дахом набув мінімалістичного стилю всередині і зовні з варіантами силових агрегатів, починаючи від MHEV, PHEV і навіть V8 з подвійним турбонаддувом. Повністю електрична версія з'явиться в 2024 році.

### Двигуни
- 3.0 D250 MHEV Ingenium I6 249 к.с. 601 Нм
- 3.0 D300 MHEV Ingenium I6 300 к.с. 649 Нм
- 3.0 D350 MHEV Ingenium I6 350 к.с. 700 Нм
- 3.0 P360 Ingenium І6 360 к.с. 500 Нм
- 3.0 P400 Ingenium І6 400 к.с. 550 Нм
- 4.4 P530 BMW N63B44T3 V8 530 к.с. 750 Нм
- 3.0 P440e PHEV Ingenium І6 440 к.с. 620 Нм
- 3.0 P510e PHEV Ingenium І6 510 к.с. 700 Нм

## Продажі в світі
| Рік    | Автомобілів |
| ------ | ----------- |
| 2009   | 33,467      |
| 2010   | 46,096      |
| 2011   | 54,670      |
| 2012   | 56,832      |
| 2013   | 58,234      |
| 2014   | 82,440      |
| 2015   | 87,319      |
| 2016   | 87,758      |
| Всього | 506,817     |